# Glatt
Pour les articles homonymes, voir Glatt (homonymie).
La Glatt est une rivière suisse, c'est un sous-affluent du Rhin. Sa source est dans la commune de Herisau AR, elle traverse la ville de Herisau, longe Gossau SG à l'ouest et rejoint la Thur à Uzwil SG, à 496 m d'altitude.

### Sources
- (de) Cet article est partiellement ou en totalité issu de l’article de Wikipédia en allemand intitulé « Glatt (Rhein) » (voir la liste des auteurs).